# ジュゼッペ・ヴァレンティーニ

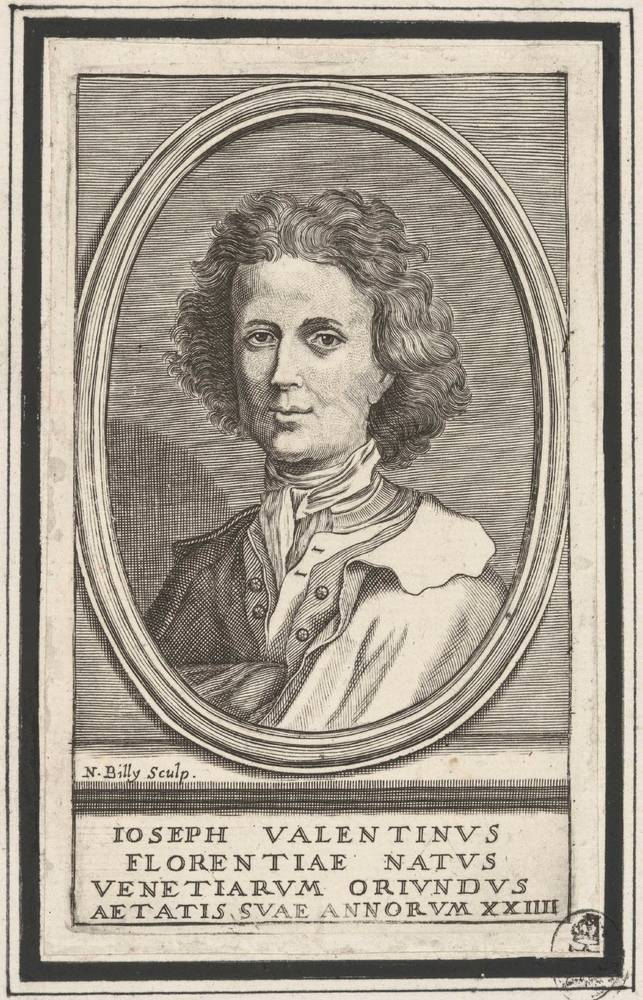
ジュゼッペ・ヴァレンティーニ

ジュゼッペ・ヴァレンティーニ（Giuseppe Valentini、1681年12月14日 - 1753年11月）は、フィレンツェに生まれローマで亡くなったイタリアのバロック音楽のヴァイオリニスト、作曲家。また詩人、画家。

## 生涯
1692年にはすでにローマでロレンツォ・コロンナに仕え、1694年にはわずか13歳にして聖チェチーリア音楽家修道会（のちのサンタ・チェチーリア国立アカデミア）のSegretarioとなる。
1701年、最初の作品『2つのヴァイオリンとチェロ、通奏低音のための3声の12のシンフォニア』（シピッツィアーノ侯ジョヴァンニ・ジョルジョ・コスタグーティに献呈）を発表、1703年には『室内楽のためのビッザリア』作品2（タルシア公カルロ・フランチェスコ・スピネッリに献呈）を発表した。
1702年を少し過ぎた頃、ヴァイオリニストで作曲家のフランチェスコ・ジェミニアーニが音楽学者チャールズ・バーニーに報告したところによると、すでに人気の衰えていたアルカンジェロ・コレッリは、ローマで活動するヴァレンティーニの成功に苦悩し続け、他方はるかに見劣りするヴァレンティーニの演奏技術と作曲技法はますます賞賛された。この聴衆の嗜好の変化によりコレッリは抑鬱状態に陥りその死まで憂鬱が消えることはなかった。
1700年代初めの数年間において、ヴァレンティーニの作曲活動は大成功を収めた。1705年には、3曲のオラトリオ『アブサロムの傲罰』（台本はカルロ・ウスレンギ）、『聖アレクシウス』、『シエナの聖カタリナ』（ともに台本は友人のアンジェル・ドナート・ロッシ）を作曲。1706年から1707年までの1年間に3つの器楽作品『3声の音楽的ファンタジア』作品3、『室内楽のためのイデーア』作品4（スペインの廷臣ドン・ホセ・ガルシア・デル・ピノに献呈）、『3声の音楽の休暇』作品5（現在残っている稿はアムステルダムのエティエンヌ・ロジェとパリのル・クレルクによる再刷を継ぎ合せたもの）を出版している。
1708年には詩集『韻律』を発表。ディエゴ・アントーニオ・ディオダート・コルナヴァッリャに捧げられ、高名な「前啓蒙主義者」パオーロ・ロッリPaolo Antonio Rolliによる序文、およびインフェコンディ・アカデミーとアルカディア・アカデミーAcademy of Arcadiaの「碩学諸賢が著者に寄せた」さまざまなソネットが添えられている。ここからヴァレンティーニ自身もインフェコンディの会員であり、1706年にアルカディアの中心的な音楽家ら（コレッリ、ベルナルド・パスクィーニ、詩の教授でもあったアレッサンドロ・スカルラッティ）に認められた結果、音楽家、さらに詩人としての功績をもとにアルカディア・アカデミーとも交流を持とうとしたのではないかと推測されている。その真偽はともかく、時期は不詳ながらアルカディア・アカデミーの劇場ボスコ・パッラーシオの楽長になっている。
1710年、『合奏協奏曲』作品7を完成し、カゼルタ公ミケランジェロ・カエターニとアンナ・マリーア・ストロッツィに献呈。とびらにもこの2人に仕える「ヴァイオリン奏者、作曲家」と記されている。そのころ、アムステルダムのロジェにより作品1が銅板刷で再版されている。
ヴァレンティーニは1710年からサン・ルイージ・デイ・フランチェージ教会で、翌年からはサン・ジャーコモ・デッリ・スパニョーリ教会San Giacomo degli Spagnoliで定期的に演奏を始めた。はじめは総奏ヴァイオリンとして加わったが、のちに独奏を受け持ち、ときには作曲をすることもあった。
1714年、15年には一幕のオペラ『娘の偽装誘拐』と『ゆるぎない愛』が書かれている。全編ヴァレンティーニによる作曲で、ヴァレンティーニのオペラはこの2つだけである。どちらもチステルナのカゼルタ公の劇場で上演されている。
また1714年には『ヴァイオリン、チェロ、チェンバロによる室内楽のための誘惑』作品8を発表、ヴァイオリンの生徒でもあったフォリーニョ公デツィオ・デッリ・オノフリに献呈している。
1715年から1725年にかけ、出版業者ロジェにより、すでに活版印刷で出版されていた器楽曲全曲を再版した。当然のように評判となり、特にローマやイタリア以外の地域で人気が上昇した。またヴァレンティーニの曲は、コレッリ、ベネデット・マルチェッロ、アントニオ・ヴィヴァルディ、フランチェスコ・マリア・ヴェラチーニ、トマゾ・アルビノーニらイタリアの他の有名な作曲家とならんで選集に収められた。ローマでもおそらく名声は復活したとみられ、1720年にサン・ジャーコモ・デッリ・スパニョーリ教会の副楽長に指名され、さらにサン・ジョヴァンニ・デイ・フィオレンティーニ教会San Giovanni dei Fiorentiniの楽長に任命された。この教会の楽長は終生務めることになった。
1724年、アムステルダムのミシェル＝シャルル・ル・セーヌより『10の合奏協奏曲』作品9が出版された（なぜか献辞はない）。ヴァレンティーニの最後の出版作品である。そのころには声楽にも力を入れており、教会カンタータ、オラトリオを特にローマの学校コッレージオ・ナザレーノのために書いている。
1727年から1750年までサンタ・マリーア・マッダレーナ教会Santa Maria Maddalenaで、また1737年から1752年までサンタ・マリア・マッジョーレ大聖堂のパオリーナ礼拝堂でそれぞれ楽長を務めていたことが分かっている。
上記のようにさまざまな教会で楽長として活動していたにもかかわらず、これ以降の音楽作品についてはほとんど知られておらず、この時期に書かれた2声または3声のカンタータや宗教作品は失われてしまっている。特に1733年から1753年の死までの間の作品について、今日までに発見されている文献に記録されているのは、1746年と47年にコッレージオ・ナザレーノのために書いた2つのカンタータのみである。

## 作品

### 器楽
- 作品 1: 12のシンフォニア（2つのヴァイオリン、チェロ、オルガンのための） (1701)
- 作品 2: 7つのビッザリア（2つのヴァイオリンと通奏低音のための） (1703)
- 作品 3: 12の音楽的ファンタジア（2つのヴァイオリンと通奏低音のための） (1706)
- 作品 4: 7つのイデーア（ヴァイオリンと通奏低音のための） (1706)
- 作品 5: 12のトリオ・ソナタVilleggiature armoniche（「音楽の休暇」、2つのヴァイオリンと通奏低音のための） (1707)
- 作品 7: 合奏協奏曲 (1710)
- 作品 8: 12の室内ソナタAllettamenti （「誘惑」、ヴァイオリン、チェロ、チェンバロのための） (1714)
- 作品 9: 10の合奏協奏曲 (1724)

### オペラ
- La finta rapita（娘の狂言誘拐） (1714)
- La costanza in amore（揺るぎない愛） (1715)